# مارکت شوابن
مارکت شوابن (به آلمانی: Markt Schwaben) یک شهر در آلمان است که در بایرن واقع شده‌است.

## خصوصیات
مارکت شوابن ۱۰٫۸۷ کیلومترمربع مساحت دارد ۵۰۹ متر بالاتر از سطح دریا واقع شده‌است.

## نگارخانه

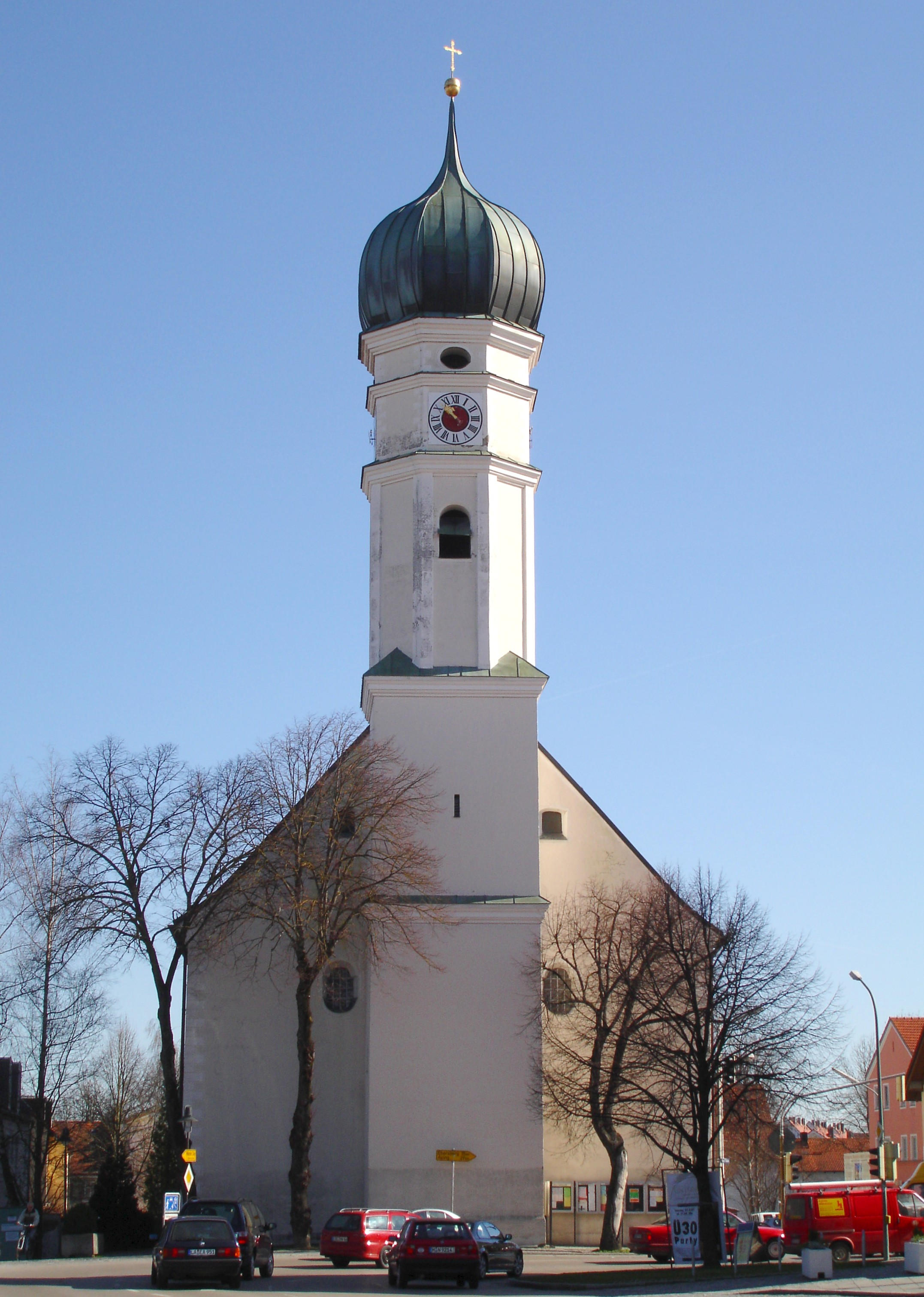
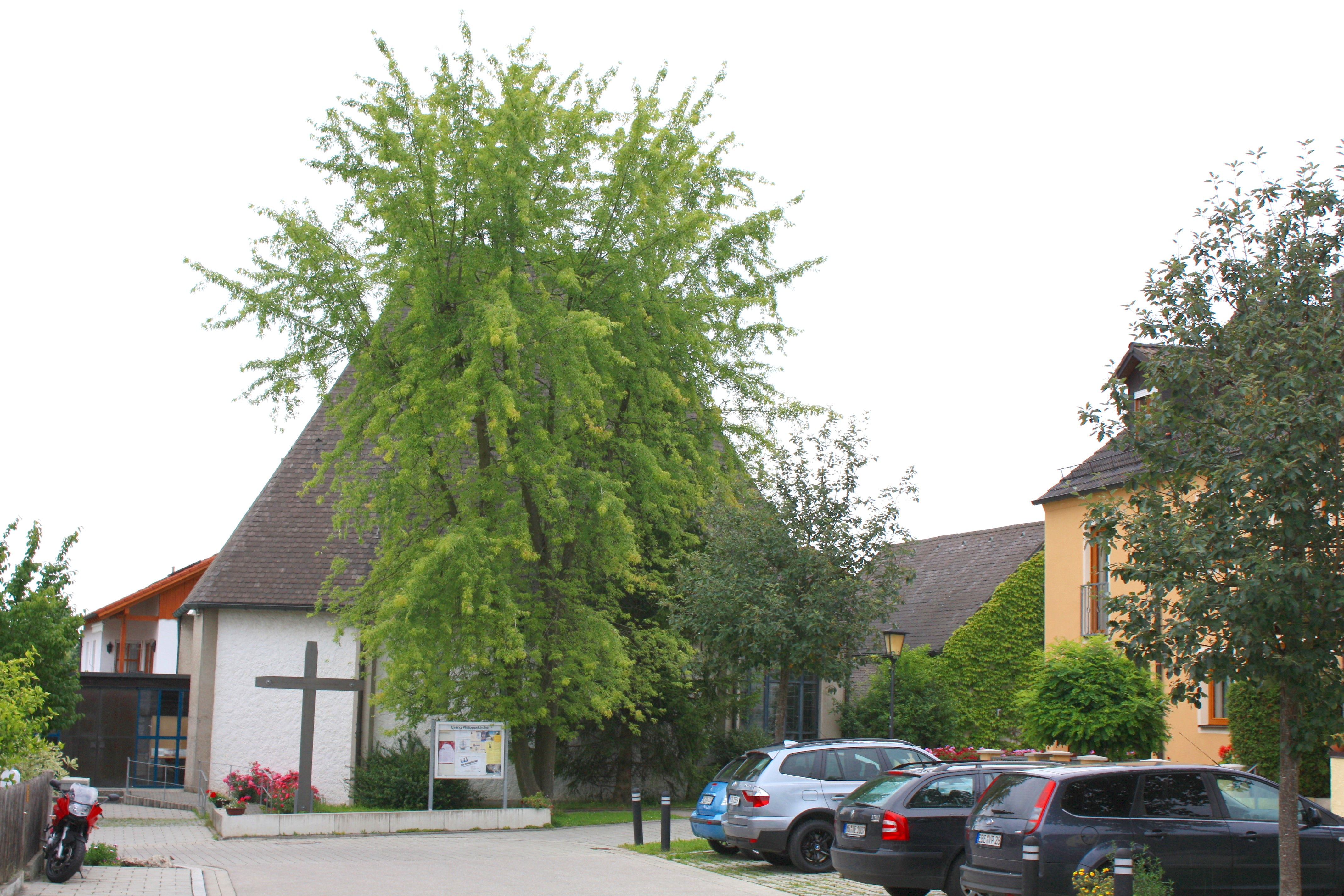
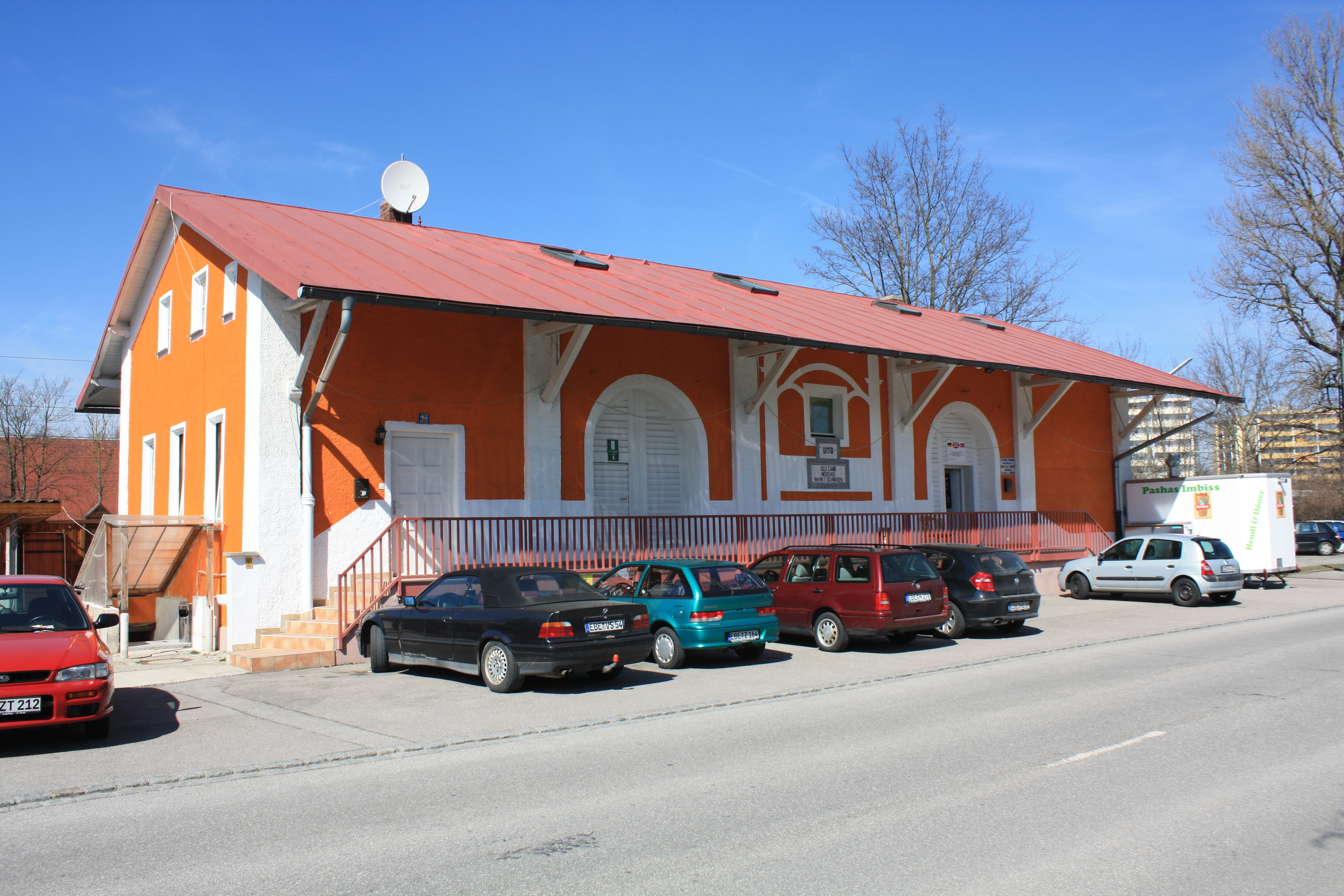